# Juliane Wurmová
Juliane Wurmová (* 15. prosince 1990 Halle) je německá reprezentantka ve sportovním lezení. Mistryně světa a Evropy v boulderingu.
Mistryně Německa v lezení na obtížnost a v boulderingu, vicemistryně Německa v lezení na rychlost.
Juniorská vicemistryně světa v lezení na obtížnost.

## Výkony a ocenění
- 2009: nominace na prestižní mezinárodní závody Rock Master v italském Arcu
- 2015: nominace na Světové hry ve sportovním lezení 2017 ve Vratislavi, kde byl poprvé na programu také bouldering, za vítězství na MS, her se neúčastnila

### Závodní výsledky
| Arco Rock Master | Arco Rock Master | Arco Rock Master |
| Rok              | 2009             | 2010             |
| ---------------- | ---------------- | ---------------- |
| Bouldering       | 9                | 20*              |

* v roce 2010 byla širší nominace v rámci přípravy na MS 2011
| Mistrovství světa | Mistrovství světa | Mistrovství světa |
| Rok               | 2011              | 2014              |
| ----------------- | ----------------- | ----------------- |
| Bouldering        | 3                 | 1                 |

| Světový pohár       | Světový pohár | Světový pohár  | Světový pohár     | Světový pohár         | Světový pohár          | Světový pohár            | Světový pohár      | Světový pohár             | Světový pohár        | Světový pohár |
| Rok                 | 2006          | 2007           | 2008              | 2009                  | 2010                   | 2011                     | 2012               | 2013                      | 2014                 | 2015          |
| ------------------- | ------------- | -------------- | ----------------- | --------------------- | ---------------------- | ------------------------ | ------------------ | ------------------------- | -------------------- | ------------- |
| Obtížnost           | 101-103       | 28             | 17                | 21                    | —                      | —                        | —                  | —                         | —                    | —             |
| jednotlivě* (2/2/6) | ,30,36,       | ,26,29, 15,24, | ,9,24, 20, 16,21, | ,15,17, 19,27, 26,25, | —                      | —                        | —                  | —                         | —                    | —             |
|                     |               |                |                   |                       |                        |                          |                    |                           |                      |               |
| Bouldering          | —             | 46             | 38                | 27                    | 5                      | 6                        | 6-7                | 5                         | 4                    | 16            |
| jednotlivě*         | —             | ,22,23,        | ,13,21,           | ,4,                   | ,7,5,, · 15,, · 10,13, | ,,4,5, · 4,16, · 4,9,15, | , · 10,7, · 11,16, | ,13,5,7, · ,31, · 11,5,7, | ,,5,7, · 5,8, · ,4,, | ,23,,         |
|                     |               |                |                   |                       |                        |                          |                    |                           |                      |               |
| Kombinace           | —             | 23-24          | 19-20             | 13                    | —                      | —                        | —                  | —                         | —                    | —             |

* poznámka: nalevo jsou poslední závody v roce
| Mistrovství Evropy | Mistrovství Evropy | Mistrovství Evropy |
| Rok                | 2010               | 2015               |
| ------------------ | ------------------ | ------------------ |
| Bouldering         | 2                  | 1                  |

| Mistrovství světa juniorů | Mistrovství světa juniorů | Mistrovství světa juniorů |
| Rok                       | 2005 kat. B               | 2008 juniorky             |
| ------------------------- | ------------------------- | ------------------------- |
| Obtížnost                 | 3                         | 2                         |